# Семилуки
Семилу́ки — город (с 18 ноября 1954 года) в России, административный центр Семилукского района Воронежской области. Образует городское поселение город Семилуки.
Население — 28 103 чел. (2025).
Муниципальное образование включено в категорию «Монопрофильные муниципальные образования Российской Федерации (моногорода), в которых имеются риски ухудшения социально-экономического положения» распоряжением Правительства РФ «Об утверждении перечня моногородов» от 29 июля 2014 года № 1398-р.

## География
Город расположен на правом берегу реки Дон, напротив Воронежа (микрорайоны Придонской и Подклетное). Один из двух самых западных городов региона (вторым таким является Острогожск).

## Геральдика
Флаг утверждён 16 октября 2008 года решением Совета народных депутатов городского поселения — город Семилуки № 243 и 11 декабря 2008 года внесён в Государственный геральдический регистр Российской Федерации с присвоением регистрационного номера 4532.
Прямоугольное голубое полотнище с соотношением сторон 2:3, несущее вдоль нижнего края белую волнистую полосу (по верхнему краю которой пролегают соответственно изогнутые белая и серая узкие полосы в 1/30 ширины полотнища каждая) и вплотную к большой полосе — изображение пирамиды, сложенной из красных кирпичей, верхний ряд кирпичей — жёлтый. Габаритная ширина большой полосы — 1/3 от ширины полотнища.

## История
В 1894 году при строительстве железной дороги «Воронеж — Курск» здесь возник небольшой полустанок, названный по имени близлежащего села Семилуки. В то время здесь было всего лишь одно здание — дом путевого обходчика. 
Постановлением ВЦИК и СНК от 20 ноября 1932 г. населенные пункты при заводах строительных материалов № 9 и 25 Семилукского района Центрально-черноземной области были преобразованы в рабочий поселок с присвоением ему наименования «Семилуки».
В годы Великой Отечественной войны 14 ноября 1941 года полковник Илья Старинов в Семилуках привёл действие радиомину заложенную группой Святогорова в харьковском особняке (расстояние почти 300 км). В результате взрыва был уничтожен немецкий комендант Харькова генерал Георг фон Браун. В июле 1942 года Семилуки были заняты немецкими войсками и стали плацдармом для последующего взятия Воронежа. 26 января 1943 года в рамках Воронежско-Касторенской операции Семилуки были освобождены.

## Население
| 1939    | 1959    | 1970    | 1979    | 1989    | 1992    | 1996    | 1998    | 2000    |
| ------- | ------- | ------- | ------- | ------- | ------- | ------- | ------- | ------- |
| 7300    | ↗13 323 | ↗18 221 | ↗20 243 | ↗21 650 | ↗21 900 | ↗22 700 | ↗23 300 | ↘22 600 |
| 2001    | 2002    | 2003    | 2005    | 2006    | 2007    | 2008    | 2009    | 2010    |
| ↘22 200 | ↗25 559 | ↗25 600 | ↘24 900 | ↘24 600 | ↘24 400 | ↘24 100 | ↘23 940 | ↗26 023 |
| 2011    | 2012    | 2013    | 2014    | 2015    | 2016    | 2017    | 2018    | 2020    |
| ↘26 000 | ↗26 027 | ↗26 391 | ↗26 505 | ↗26 617 | ↗26 721 | ↗26 797 | ↘26 732 | ↗27 036 |
| 2021    | 2025    |         |         |         |         |         |         |         |
| ↗27 938 | ↗28 103 |         |         |         |         |         |         |         |

На 1 января 2025 года по численности населения город находился на 516-м месте из 1124 городов Российской Федерации.

## Экономика

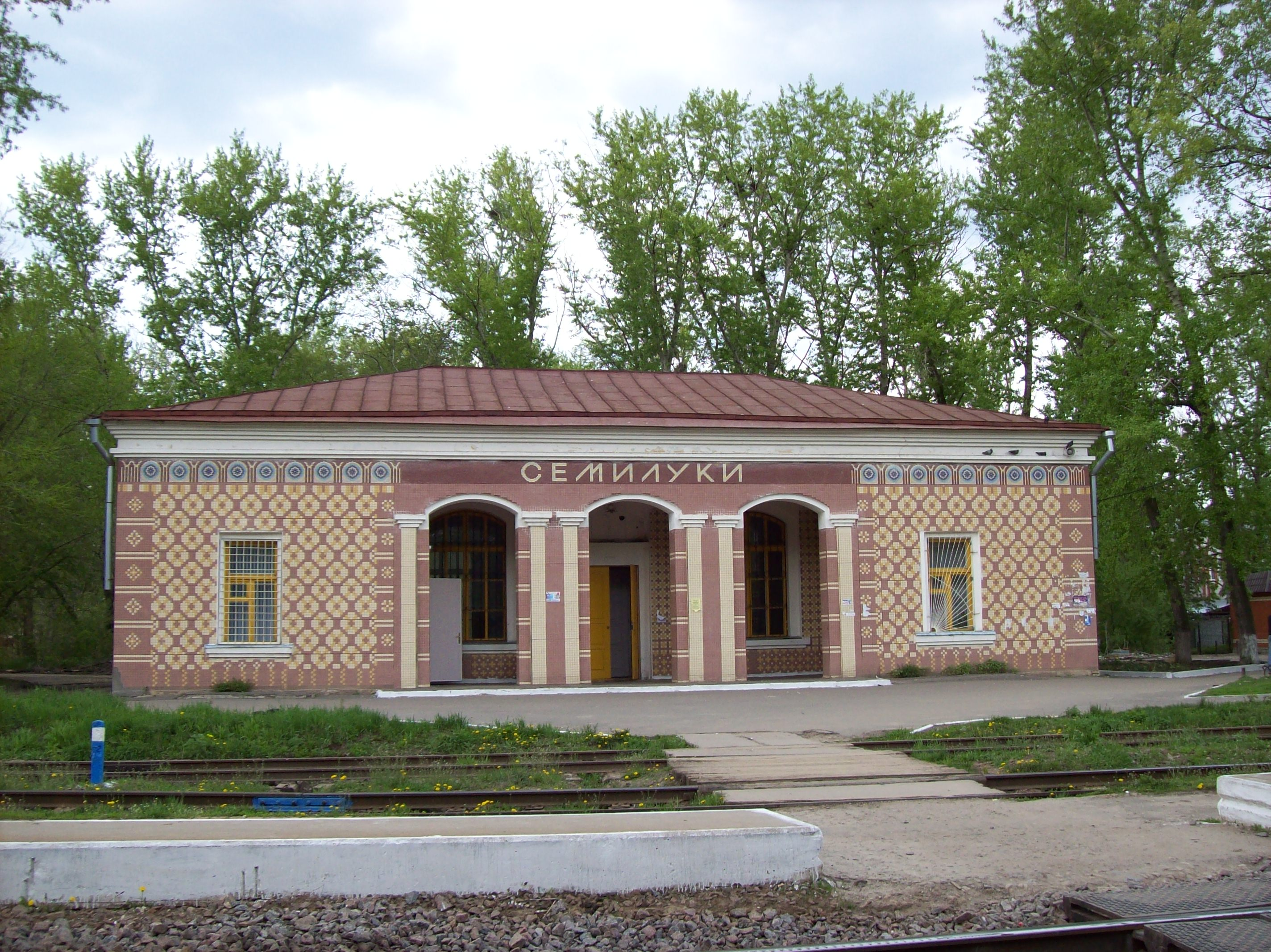
Железнодорожный вокзал

В городе развита промышленность. В советское время в городе было налажено производство огнеупорных изделий, стройматериалов, продукции бытовой химии и др. Среди крупнейших предприятий города можно выделить огнеупорный завод, комбинат строительных материалов, пищевой комбинат и фабрику мебельных фасадов.
В Семилуках была основана ныне действующая на всей территории области компания «Картон Черноземье», получившая освещение в прессе как один из примеров успешного социального предпринимательства в России.

## Транспорт
Через город проходит железная дорога «Воронеж-Курск», имеется остановочный пункт Семилуки, осуществляется пригородное сообщение (три-четыре пары поездов в сутки). Ранее имели графиковую стоянку поезда дальнего следования «Липецк-Белгород», «Воронеж-Белгород», «Воронеж-Курск», «Киев-Воронеж». В настоящее время все эти поезда отменены и ПДС на о.п. Семилуки не останавливаются.
По Семилукам проходит автомобильная дорога, соединяющая в обход Воронежа автодороги М-4 «Дон» и А-144 «Курск-Саратов». Город двумя автобусными маршрутами (не считая нескольких транзитных маршрутов)связан с областным центром, имеется регулярное автобусное сообщение с рядом населённых пунктов района.
Городской транспорт представляет сеть маршрутных такси.

## Образование
В городе две средних школы и одна основная (в микрорайоне Южный), политехнический колледж, детская школа искусств.

## Культура
- Районный краеведческий музей[30]
- Районный дом культуры
- Музей боевой славы им. Н. Д. Рязанцева (средняя школа № 2)[31]

## Достопримечательности

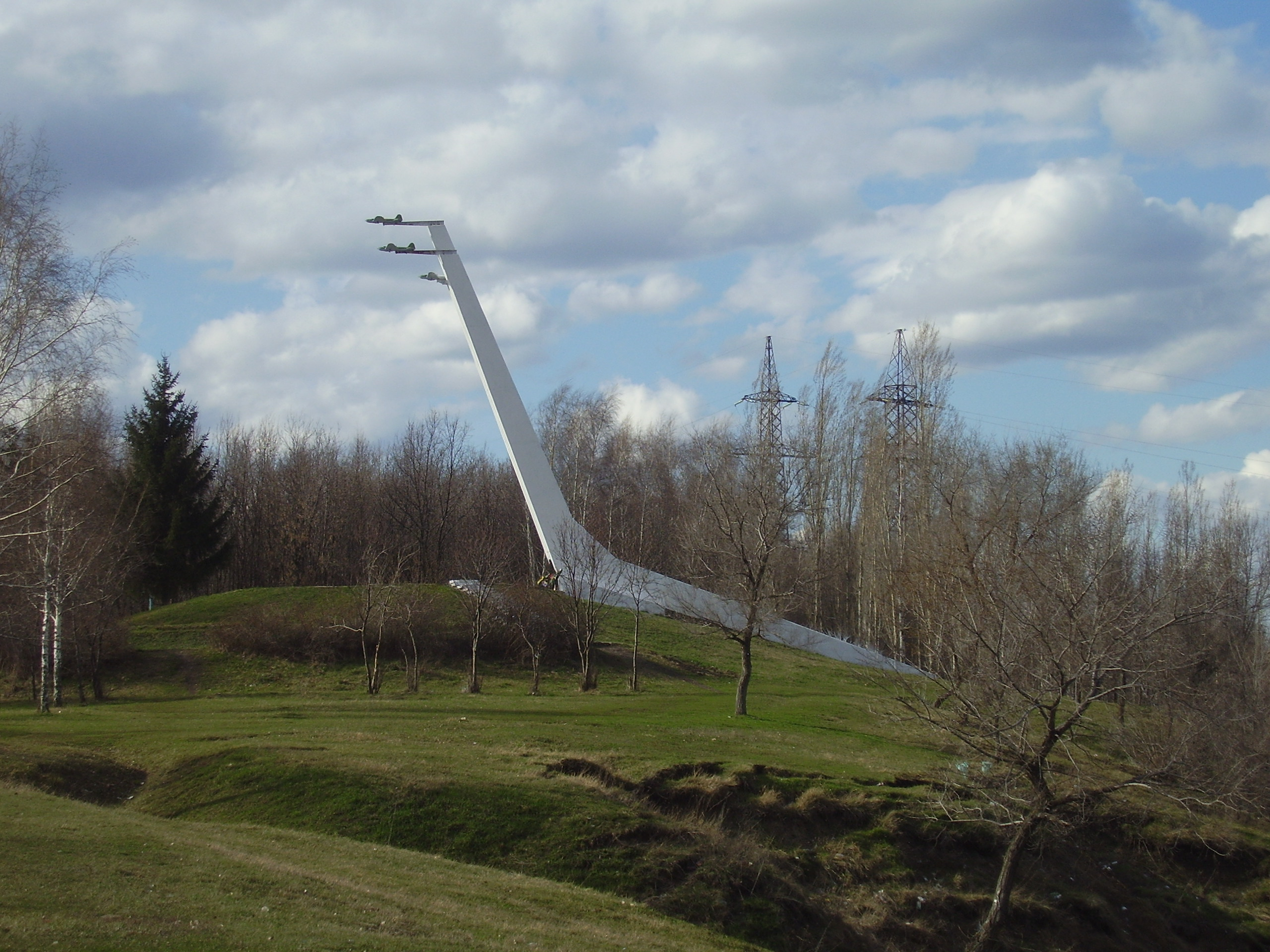
Памятник воинам — авиаторам 2-й Воздушной Армии Воронежского фронта

В городе установлены памятники погибшим воинам в годы Великой Отечественной войны: воинам — авиаторам 2-й Воздушной Армии Воронежского фронта (1978), погибшим воинам-огнеупорщикам и погибшим работникам комбината строительных материалов, мемориал в память о военнослужащих, погибших в мирное время. На центральной площади города установлен памятник Ленину. В городе установлено множество мемориальных досок. В частности установлены мемориальные доски поэту А. В. Кольцову, героям Советского Союза Н. Д. Рязанцеву, И. М. Мурзе, А. Е. Скворцову, Г. Г. Телегину, героям гражданской войны Т. А. Фиткаленко и Н. А. Гончарову, участнику штурма Зимнего дворца А. А. Сорокину, директору огнеупорного завода А. П. Ставорко, главному врачу районной больницы А. В. Гончарову, в память об операции «Западня».

## Русская православная церковь
В 2010 году в Семилуках митрополитом Сергием была освящена Церковь Митрофана Воронежского.
На территории расположенной в городе исправительной колонии № 1 имеется Никольский храм.

## Палеонтология
В 1954—1956 годах в пределах Семилукского района проводились археологические разведки Верхнедонской экспедицией ИА АН СССР под руководством П. Д. Либерова. Среди значительного количества выявленных памятников, следует отметить три поселения на правом берегу Дона в окрестностях села Семилуки, датированные XVII—XVIII веками.
В 1965 году разведка по реке Ведуга была проведена экспедицией Воронежского государственного университета под руководством А. Д. Пряхина. В 1985 году нижнее течение реки Ведуга исследуется А. С. Саврасовым. В 1985 году район обследовался Ю. Д. Разуваевым. На территории села Семилуки им было открыто 2 поселения, мониторинг которых был осуществлён автором в 2006 году В 1999 году Ю. Д. Разуваев провёл раскопки линии укрепления этого городища.
В 2006 году археологом А. Н. Голотвиным была проведена археологическая разведка по правому берегу Дона от шоссейного моста через Дон в районе города Семилуки до впадения в Дон Ведуги. Было открыто городище Чернышова гора I. С городища была получена керамика воронежской и катакомбной культур эпохи бронзы (1-я пол. II тыс. до н. э.), борщевской культуры (X — 1-я пол. XI в.), древнерусского времени (XIII—XIV вв.). На поселениях выявлены материалы эпохи энеолита (репенская культура), бронзы (воронежская, катакомбная, абашевская, срубная культуры), раннего железного века (скифоидная, типа памятников Каширки-Седелок), древнерусского времени.

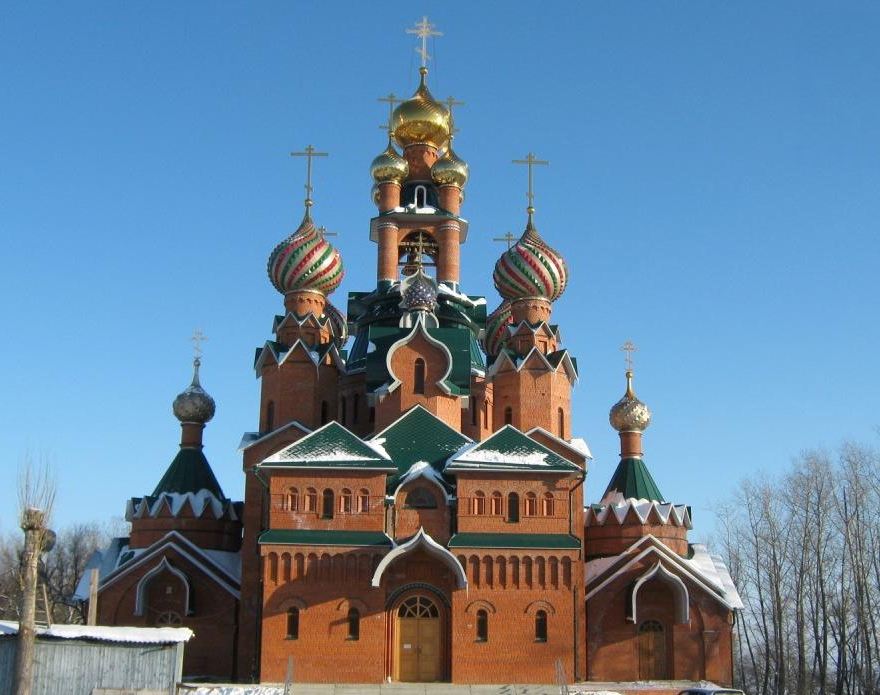
Церковь Митрофана Воронежского

Некоторые историки Воронежского края связывают археологический памятник с летописным поселением Усугрув (в переводе с тюркского Ус — река, Угров — ров, гора), что означало поселение у реки на высокой горе. Русское название этого поселения было, по-видимому, Огибень (так впоследствии был назван мужской монастырь). Существует в науке и попытки связать Семилукское городище и с летописным городом на Дону.
Весной 1984 года на правом берегу Ве́дуги в 4 км к северу от города студенты геологического факультета Воронежского государственного университета во время полевых работ обнаружили неполный скелет ихтиозавра. Ископаемые остатки, состоящие из костей черепа, неполного коракоида, конечностей, фрагментов позвоночника и рёбер, извлечены из глауконит-кварцевых песков, чей возраст установлен в диапазоне от альбского до сеноманского веков (меловой период). В 2008 году животное получило название Platypterygius ochevi, в честь профессора палеозоологии Виталия Георгиевича Очева. В 2020 году это название признано младшим синонимом вида Maiaspondylus cantabrigiensis.

## Города-побратимы
- Йиглава, Чехия (с 1968 по 1990-е)[38]